# RHS Sachtouris (K40)
RHS Sachtouris (K40) je bila korveta razreda flower Kraljeve helenske vojne mornarice, ki je bila operativna med drugo svetovno vojno.

## Zgodovina
Kraljeva vojna mornarica je leta 1943 predala HMS Peony (K40), ki jo je nato preimenvoala. Septembra 1951 je bila korveta vrnjena Združenemu kraljestvu.